# میلفورد غربی، نیوجرسی
میلفورد غربی (به انگلیسی: West Milford) شهری در ایالت نیوجرسی کشور ایالات متحده آمریکا است که جمعیت آن در سرشماری سال ۲۰۱۰ میلادی، ۲۵٬۸۵۰ نفر بوده‌است.